# Проспект Андропова
Проспе́кт Андро́пова — проспект в Южном и Юго-Восточном административных округах города Москвы на территории районов Нагатино-Садовники, Нагатинский Затон, Даниловского и Южнопортового районов.
Образован в 1984 году из части Пролетарского проспекта. Назван в честь Ю. В. Андропова, умершего в 1984 году.
Начинается от улицы Сайкина в районе пересечения с улицей Трофимова, далее пересекает по Нагатинскому метромосту Москва-реку, затем улицу Новинки и заканчивается примыканием к Каширскому шоссе. Нумерация домов начинается от улицы Сайкина.

## История
В 1950-е годы на окраинах Москвы развернулось активное жилищное строительство. Не стал исключением и Пролетарский район, который начал расширяться дальше на юг, к Москве-реке. Начинается застройка большого села Нагатино и деревни Новинки на её правом берегу. Для улучшения транспортного сообщения новых районов с остальным городом необходимо было построить современную магистраль и соорудить переправу через реку.
Строительство проспекта, по району нахождения получившего название Пролетарский, началось в начале 1960-х годов. Для его прокладки существовавшее русло Москвы-реки было засыпано и вырыто новое. В настоящее время старое русло реки представляет собой небольшой залив, где находится стоянка пассажирских теплоходов. На берегу реки был разбит парк «Нагатинская пойма». Одновременно шло сооружение моста через Москву-реку, по которому, помимо автодороги, должна была пройти также линия метро; в 1969 году Нагатинский метромост со станцией метро «Коломенская» были открыты. Пролетарский проспект был проведён дальше, мимо Коломенского парка, в сторону Каширского шоссе, и чуть позднее продлён в район Ленино-Дачное (ныне Царицыно).
В 1984 году часть Пролетарского проспекта от улицы Трофимова до Каширского шоссе была названа в честь умершего в тот год Генерального секретаря ЦК КПСС и председателя Президиума Верховного Совета СССР Ю. В. Андропова (1914—1984).

## Здания и сооружения

### по нечётной стороне
- Дом 9 — ЖК «Dream Towers[вд]»
- Дом 11, корпус 2 — Южный речной вокзал.
- Дом 17, корпус 3 — школа № 839 (присоединена к гимназии № 1527).
- Дом 17, корпус 5 — главное здание гимназии № 1527.
- Дом 27 — здание бывшего кинотеатра «Орбита» (архитектор И. Бурмистрова, премия Госстроя РСФСР за 1967 год)[2]. Закрылся в середине десятых,[3] снесён в 2017 году,[4] в 2022 году возведён заново,[5] как кинотеатр не функционирует[6], представляет собой торговый центр[вд] с одноимённым названием.
- Дом 35 — Городской центр жилищных субсидий г. Москвы.
- Дом 39 — Московский государственный объединённый художественный историко-архитектурный и природно-ландшафтный музей-заповедник «Коломенское».
  - Дом 39, стр. 1 — Церковь Вознесения Господня в Коломенском.
  - Дом 39, стр. 9 — Храм Казанской иконы Божией Матери в Коломенском.

### по чётной стороне
- Дом 8 — Торгово-развлекательный центр «Мегаполис».
- Дом 10 — апарт-отель «YE'S Technopark[вд]»
- Дом 20 — здание бывшего 13-го автобусного парка.
- Дом 22 — Бывшее здание НИИТавтопрома (архитекторы П. П. Зиновьев, О. Г. Лебедева, Б. А. Этчин)[7], ныне бизнес-центр «Нагатинский».
- Дом 36 — Торговый центр «Гвоздь».
- Дом 38 — почтовое отделение № 487.
- Дом 46, корпус 3 — детский сад № 355 (комбинированного вида, с группами для детей с задержкой психического развития, с ясельной группой).

## Транспорт

### Метро
На проспекте расположены 3 станции метро — «Технопарк», «Коломенская» и «Каширская».

### Автобус
- е80, н13 — на всём протяжении
- м19 — от станции метро «Коломенская» до Коломенского шоссе
- 824, 888к, с811, с951 — от станции метро «Коломенская» до Нагатинской набережной
- 888, с856 — от станции метро «Коломенская» до улицы Сайкина
- 899 — от станции метро «Коломенская» до станции метро «Каширская»
- с806 — от Коломенского шоссе до станции метро «Каширская»
- с820 — от станции метро «Коломенская» до Коломенского проезда

### Трамвай
- 47, 49 — около станции метро «Коломенская»

С 3 января 2011 года открыта выделенная полоса для движения общественного транспорта в обе стороны от станции метро «Коломенская» до пересечения с Каширским шоссе протяжённостью примерно 2,35 км. Движение по выделенной полосе организовано как в сторону центра, так и в сторону области.